# Bjelorusija na Dječjoj pjesmi Eurovizije
Bjelorusija je sudjelovala na Dječjoj pjesmi Eurovizije od njena početka, godine 2003.

## Predstavnici
- 2003.: Volha Sacjuk | Танцуй/Tancuj (Pleši) | 4. mjesto (103 boda)
- 2004.: Jahor Vaučok | Спявайце са мной/Spiavaice sa mnoju (Pjevajte s mnom) | 14. mjesto (9 bodova)
- 2005.: Ksenija Sitnik | Мы вместе/Mi vmjeste (Zajedno smo) | 1. mjesto (149 bodova)
- 2006.: Andrej Kunjec | Новый день/Novyj denj (Novi dan) | 2. mjesto (129 bodova)
- 2007.: Aljaksej Žygalkovič | С друзьями/S druzjami (S prijateljima) | 1. mjesto (137 bodova)
- 2008.: Daša, Alina & KarinaСердце Беларуси/Serdce Belarusi (Srce Bjelorusije) | 6. mjesto (86 bodova)
- 2009.: Jury Dzemidovič | Волшебный кролик)/Volšebnij krolik | 9. mjesto (48 bodova)
- 2010.: Daniil Kozlov | Музыки свет/Muzyki svet | 5.mjesto (85 bodova)
- 2011.: Lidiya Zablotskaya | Ангелы добра/Angely Dobra | 3.mjesto (99 bodova)
- 2012.: Egor Zheshko | А море-море/A more-more | 9.mjesto (56 bodova)
- 2013.: Ilya Volkov | Пой со мной/Poy so mnoy | 3.mjesto (108 bodova)
- 2014.: Nadezhda Misyakova | Сокал/Sokal | 7.mjesto (71 bodova)
- 2015.: Ruslan Aslanov | Волшебство/Volshebstvo | 4.mjesto (105 bodova)
- 2016.: Alexander Minyonok | Музыка моих побед/Muzyka moikh pobed | 7.mjesto (177 bodova)
- 2017.: Helena Meraai | I Am the One | 5.mjesto (149 bodova)
- 2018.: Daniel Yastremski | Time | 11.mjesto (114 bodova)
- 2019.: Liza Misnikova | Pepelny (Ashen) | 11. mjesto (92 bodova)
- 2020.: Arina Pehtereva | Aliens | 5. mjesto (130 bodova)